# 威尔士 (犹他州)
威尔士（英文：Wales），是美国犹他州桑皮特县下属的一座城市。建市于 1857年，面积大约为0.31平方英里（0.8平方公里），海拔约为5,627英尺（1,715米）。根据2010年美国人口普查，该市有人口302人。